# Ngeruka (Sektor)
Ngeruka (Kinyarwanda Umurenge wa Ngeruka) ist einer von 15 Sektoren im Distrikt Bugesera in der Ostprovinz von Ruanda.

## Geographie
Ngeruka hat eine Fläche von 92,3 km² und liegt auf einer Höhe von etwa 1500 m. Der Sektor unterteilt sich in die fünf Zellen Murama, Rutonde, Ngeruka, Nyakayenzi und Gihembe. Im Südwesten liegt Ngeruka am Cyohoha-See Süd an der Grenze zu Burundi und an der Nordostgrenze am Cyohoha-See Nord. Nachbarsektoren sind im Nordosten Mayange, im Südosten Kamabuye, im Südwesten Ruhuha und im Nordwesten Mareba.

## Bevölkerung
Zur Volkszählung von 2022 betrug die Einwohnerzahl 37.328 Einwohner. Zehn Jahre zuvor waren es 30.717, was einem jährlichen Bevölkerungszuwachs von 2,0 Prozent zwischen 2012 und 2022 entspricht.

## Verkehr
Mittig durch den Sektor führt in Ost-West-Richtung die asphaltierte Nationalstraße 6.